# Erick Rowsell
Erick Rowsell, nascido a 2 de agosto de 1990 em Cheam, é um ciclista profissional britânico membro da equipa Madison Genesis.

## Palmarés
- 2012
  - 1 etapa da Volta à Normandia

## Equipas
- Endura Racing (2012)
- NetApp-Endura (2013-2014)
- Madison Genesis (2015)